# Hunter Schafer
Hunter Schafer (31 de desembre de 1998) és una model, actriu, artista i activista pels drets LGBT estatunidenca. El 2019 va debutar com a actriu amb el paper de Jules a la sèrie Euphoria d'HBO.

## Biografia
Va nàixer a Trenton, a Nova Jersey, els seus pares són Katy i Mac Schafer, que és pastor. La seva família es va estar mudant entre Nova Jersey i Arizona fins que finalment es van instal·lar a Raleigh, a Carolina del Nord quan ella tenia nou anys. Té tres germans menors: dues germanes i un germà.
A l'edat de 14 anys va començar a fer la transició. En una entrevista, va dir que Internet la va ajudar a fer front a la seua identitat de gènere, recorria a YouTube i a les xarxes socials per conéixer els processos de transició de gènere d'altres persones.
Durant aquesta època, dedicava gran part del seu temps a fer dibuixos i esbossos que després publicava a Instagram, així va cridar l'atenció de Tavi Gevinson, fundadora del lloc web Rookie, i la va convidar a participar.
Amb 17 anys mentre estava a l'escola secundària, va protestar contra la Llei de Seguretat i Privacitat de les Instal·lacions Públiques de Carolina del Nord, també coneguda com la "House Bill 2".
Es va graduar al programa d'arts visuals de l'escola secundària a l'Escola d'Arts de Carolina del Nord el 2017, després d'haver-se traslladat de l'escola secundària Needham B. Broughton, i posteriorment va viatjar a Nova York on, a suggerència d'un fotògraf de Raleigh, es va presentar a una audició per Elite Model, que la va contractar. Durant el següent any va dedicar el seu temps exclusivament al modelatge. La seua intenció era preparar-se per estudiar disseny de moda a l'escola de disseny Central Saint Martins de Londres quan els seus agents d'Elite la van informar que HBO buscava una xica trans per una sèrie, les semblances entre ella i el personatge la van animar a presentar-se al càsting i va acabar obtenint el paper de Jules a Euphoria.

## Carrera

### 2017-2018: Primers anys com a model
Schafer ha modelat per a Dior, Miu Miu, Calvin Klein, Rick Owens, Helmut Lang, Tommy Hilfiger, Coach, Maison Margiela, Vera Wang, Marc Jacobs, Versus Versace, Emilio Pucci, Ann Demeulemeester i Erdem, entre altres cases de moda.
També ha modelat amb les agències Why Not Model Management de Milà, Premier Model Management de Londres i Community New York.
Teen Vogue li va donar la portada del seu número especial, el desembre de 2017, "21 under 21", que recopila una vintena de joves que canviaran el món en un futur no molt llunyà. A part li va concedir una entrevista amb l'exsenadora i secretària d'Estat dels Estats Units, Hillary Clinton.

### 2019-present: Debut com a actriu
El 2019, Schafer va formar part del repartiment de la sèrie d'HBO Euphoria amb el personatge de Jules Vaughn, que va ser el seu debut com a actriu. Va rebre elogis per la seua actuació a la sèrie i es va crear polèmica als Premis Emmy Primetime per haver-la omés de les nominacions juntament amb altres actors transgènere. A part del seu paper principal a la sèrie, també ha col·laborat amb el creador del programa Sam Levinson perquè el seu personatge i la història del programa també reflectiren la seua experiència i ha participat com a escriptora en el segon episodi especial de la sèrie.
El juny de 2020, en honor del 50é aniversari de la primera desfilada de l'Orgull LGBTQ, va ser nomenada per Queerty entre els cinquanta herois "que condueixen la nació cap a la igualtat, l’acceptació i la dignitat de totes les persones". L'agost d'aquest mateix any es va anunciar com ambaixadora global de Shiseido a partir del 2021.
El 2022 va donar veu al personatge Ruka en el doblatge a l'anglés de la pel·lícula d'anime Ryū to Sobakasu no Hime.
El 2023 va interpretar a Tigris Snow a la preqüela de la trilogia d'Els jocs de la fam, Balada d'ocells i serps. El 2024 interpretarà a Gretchen a la pel·lícula de terror Cuckoo, del director Tilman Singer. També té una petita aparició com a cameo a Kinds of Kindness de Iorgos Lànthimos. Té propers papers a la pel·lícula Mother Mary de David Lowery, al videojoc de terror de Hideo Kojima i Jordan Peele, OD i a la sèrie de ciència-ficció d'Amazon Blade Runner 2099.

## Vida privada
Schafer és una dona trans, parlant per a l'emissora de ràdio pública de Carolina del Nord va afirmar: "M'agrada que la gent sàpiga que no soc una xica cis perquè això no és una cosa que soc ni em sent com si ho fora. Estic orgullosa de ser una persona trans". Pel que fa a la seua sexualitat, Schafer va dir el 2019 que està més a prop del que es podria anomenar lesbiana, però després d'un tweet viral el 2021 que la identificava com a lesbiana, va aclarir que ella es considerava a si mateixa més bé bisexual o pansexual.
Va mantenir una breu relació amb la cantant catalana Rosalía durant uns cinc mesos el 2019, cosa que va confirmar després d'especulacio a la seua història de portada amb GQ a l'abril del 2024. Van seguir sent amigues íntimes i Schafer considera que Rosalía és "família passe el que passe". El febrer de 2022 es va començar a especular que estava en una relació amb el seu company d'Euphoria Dominic Fike, i el maig del mateix any ho van confirmar, el juliol de 2023 es va confirmar que van trencar la relació.
Viu a Los Angeles.

## Controvèrsies
L'agost de 2022, Schafer va fer "m'agrada" i va comentar "!!!!!" en una publicació d'Instagram que culpava les persones no-binàries que "lluitaven perquè les identitats trans ja no es consideren una condició mèdica que requerisca disfòria" per les actituds socials negatives i la legislació dirigida a la comunitat trans. Això va provocar una reacció dels fans queer i trans, i molts van acusar Schafer de compartir el transmedicalisme (la creença que ser transgènere o transsexual està condicionat a experimentar disfòria de gènere o necessitar tractament mèdic per a la transició). En comentar una publicació posterior a Instagram, Schafer va negar ser transmedicalista o tenir odi cap a les persones no-binàries, dient que només sentia que hi havia "un desequilibri en la visibilitat i l'espai ocupat entre persones no-binàries i dones trans binàries (especialment les de color o les que han recorregut al treball sexual com a mitjà de supervivència) que crec que mereixen atenció/reavaluació (pel que fa als recursos i plataformes) dins de la comunitat LGBTQ+".
El 27 de febrer de 2024, Schafer va ser arrestada a la ciutat de Nova York mentre estava en una protesta de Jewish Voice for Peace que defensava un alto el foc a la guerra entre Israel i Gaza.

## Filmografia
| Any          | Títol                                                | Rol          | Tipus de producció    | Notes                                                                     |
| ------------ | ---------------------------------------------------- | ------------ | --------------------- | ------------------------------------------------------------------------- |
| 2019–present | Euphoria                                             | Jules Vaughn | Sèrie de televisió    | Personatge principal; Co-escriptora en "Fuck Anyone Who's Not a Sea Blob" |
| 2022         | Ryū to Sobakasu no Hime                              | Ruka         | Pel·lícula d'animació | Doblatge a l'anglès                                                       |
| 2023         | The Hunger Games: The Ballad of Songbirds and Snakes | Tigris Snow  | Pel·lícula            |                                                                           |
| 2024         | Cuckoo                                               | Gretchen     | Pel·lícula            |                                                                           |
| 2024         | Kinds of Kindness                                    | Anna         | Pel·lícula            |                                                                           |
| 2025         | Mother Mary                                          | Hilda        | Pel·lícula            | Postproducció                                                             |
| TBA          | Blade Runner 2099                                    |              | Sèrie de televisió    | Rodatge                                                                   |

## Premis i nominacions
| Any  | Organització                                       | Premi                                                                         | Producció | Resultat |
| ---- | -------------------------------------------------- | ----------------------------------------------------------------------------- | --------- | -------- |
| 2020 | GALECA: The Society of LGBTQ Entertainment Critics | We’re Wilde About You! Rising Star of the Year                                | Euphoria  | Nominat  |
| 2020 | Shorty Awards                                      | Best Actor                                                                    | Euphoria  | Nominat  |
| 2021 | International Online Cinema Awards (INOCA)         | Best Writing for a Drama Series (Episodi: "Fuck Anyone Who's Not a Sea Blob") | Euphoria  | Nominat  |
| 2022 | MTV Movie & TV Awards                              | Best Kiss (Compartit amb Dominic Fike)                                        | Euphoria  | Nominat  |